# Capitoli di F - Motori in pista

Copertina del primo volume dell'edizione italiana, raffigurante Gunma Akagi e Tamotsu Oishi

Questa è la lista dei capitoli di F - Motori in pista, manga scritto e disegnato da Kōji Seo da Noboru Rokuda e serializzato dal 15 giugno 1985 al 1992 sulla rivista Big Comic Spirits edita da Shogakukan. I vari capitoli sono stati poi raccolti in ventotto volumi tankōbon pubblicati tra il 30 aprile 1986 ed il 30 novembre 1992.
In Italia la serie è stata pubblicata da Star Comics dal 1º giugno 2002 al 16 settembre 2004.

## Volumi 1-10
| 1  | 30 aprile 1986 | ISBN 4-09-181101-9 | 1º giugno 2002    |
| 1  | Capitoli - 1. Farmers (Contadini) - 2. Fervor (Fervore) - 3. Friendship (Amicizia) - 4. Fairplay (Gioco leale) - 5. Family Time (Intimità familiare) - 6. Foot On (Passo avanti) - 7. Fall Out (Congedo) - 8. Full Throttle (Scuola guida) - 9. Fish Story (Fanfaronate) - 10. Free Booting (Rapina) - 11. Field Trip (Lezioni all'aperto) |                    |                   |
| 2  | 30 agosto 1986 | ISBN 4-09-181102-7 | 19 luglio 2002    |
| 2  | Capitoli - 12. Field Athletics (Tappa importante) - 13. First Impression (Prima guida) - 14. Fasting (Sospensione) - 15. Fullface (Vanità) - 16. Fledgling (Pivello) - 17. Fault (Grande fiasco) - 18. Foreclosing (Ostruzione) - 19. Fisticuffs (Grande rissa) - 20. Forswear (Giuramento) - 21. Fellowship (Anima e corpo) - 22. Motori in pista |                    |                   |
| 3  | 29 novembre 1986 | ISBN 4-09-181103-5 | 14 agosto 2002    |
| 3  | Capitoli - 23. First Race (Prima corsa) - 24. Fathomless (Imprevisto) - 25. Fraternization (Fratellanza) - 26. Flat-Footed (Decisione) - 27. Fund (Capitale liquido) - 28. Fifty-fifty (Pari condizioni) - 29. Feast (Euforia) - 30. Foreboding (Presentimento) - 31. Fermentation (Lotta furibonda) - 32. Final Lap (Ultimo giro) |                    |                   |
| 4  | 30 gennaio 1987 | ISBN 4-09-181104-3 | 19 settembre 2002 |
| 4  | Capitoli - 33. Foolhardiness (Sfida disperata) - 34. Fatigue (Fatica inutile) - 35. Frustration (Frustrazione) - 36. Forbidden Fruit (Frutto proibito) - 37. Flattery (Lusinghe) - 38. Frigidity (Profonda amicizia) - 39. Flux (Tempo che passa) - 40. Falling Flower (Alcuni cambiamenti) - 41. Fornication (Ritrovarsi) - 42. Favorite (Ricordo della madre) - 43. Finance (Regalo inaspettato) |                    |                   |
| 5  | 30 aprile 1987 | ISBN 4-09-181105-1 | 19 ottobre 2002   |
| 5  | Capitoli - 44. Foremost (Avanzato) - 45. Farewell (Decisione di Tamotsu) - 46. Feud (Sopportazione) - 47. Fear (Turbamento) - 48. Fickle (Volubilità) - 49. Flurry (Gara sotto la pioggia) - 50. Foursquare (Decisione di Yuki) - 51. Fitness a Suzuka - 52. Fatal (Segreto di Hijiri) - 53. Fascination (Condizioni straordinarie) - 54. Firework (Punto di rottura) |                    |                   |
| 6  | 30 giugno 1987 | ISBN 4-09-181106-X | 19 novembre 2002  |
| 6  | Capitoli - 55. Flounder (Cuore titubante) - 56. Furrow (Rivedersi) - 57. Forsake (Partenza) - 58. Felicity (Esame attitudinale) - 59. First Hand (Sfera sconosciuta) - 60. Fine Fettle (Robustezza corporea) - 61. Frontier (Limite umano) - 62. Footing (Tante teste, tanti cervelli) - 63. First Rate (Corsa eccezionale) - 64. Forelock (Metodo di allenamento) - 65. Floating (Futuro sogno) |                    |                   |
| 7  | 30 settembre 1987 | ISBN 4-09-181107-8 | 19 dicembre 2002  |
| 7  | Capitoli - 66. Finger Post (Corsa al limite) - 67. Flexibility (Capacità del pilota) - 68. False Bottom (Forza nascosta) - 69. Former (Inizio di prove) - 70. Final (Finale) - 1 - 71. Final (Finale) - 2 - 72. Final (Finale) - 3 - 73. Final (Finale) - 4 - 74. Final (Finale) - 5 - 75. Final (Finale) - 6 - 76. Final (Finale) - 7 - 77. Final (Finale) - 8 |                    |                   |
| 8  | 30 gennaio 1988 | ISBN 4-09-181108-6 | 19 gennaio 2003   |
| 8  | Capitoli - 78. Final (Finale) - 9 - 79. Final (Finale) - 10 - 80. Fragment (Nettare del vincitore) - 81. French Leave (Quelli rimasti indietro) - 82. Freely Again (Rinascita) - 83. Fairlady (Dove sboccia un fiore) - 84. Far and Away (Tempo che passa) - 85. Fluke (Cambiamento) - 86. Fall in Love (Fuga d'amore) - 87. Fall of Snow (Sotto la neve) - 88. For the Future (Successione) - 89. Flashback (Immagini persistenti)                                                                                     |                    |                   |
| 9  | 30 marzo 1988 | ISBN 4-09-181109-4 | 19 febbraio 2003  |
| 9  | Capitoli - 90. Frazzle (Perdita) - 91. Fall Out (Buco nell'aria) - 92. Fore Runner (Colui che continua a correre) - 93. Funky Boys (Buffoni) - 94. Fizzle (Non all'altezza) - 95. Fuck Off (Cattivo segno) - 96. Forfait (Vittoria rubata) - 97. Fight Again! (Spirito combattivo risorto) - 98. Following Days (Di nuovo, il tempo...) - 99. Folks (Ampiezza delle oscillazioni) - 100. Family Way (Risonanza) - 101. Fumble (Anello di Moebius)                                                                       |                    |                   |
| 10 | 30 giugno 1988 | ISBN 4-09-181110-8 | 19 marzo 2003     |
| 10 | Capitoli - 102. Faithless Mistress (Donna ribelle) - 103. Flaring Land (Paese del sole) - 104. Fervent Reception (Accoglienza calorosa) - 105. Feverishly (Come un sonnambulo) - 106. Foul-Up (Cavallo ferito) - 107. Foxy Nina (Nina la capricciosa) - 108. Flocks and Herds (Cavalli in gruppo) - 109. Fastened Thread (Filo del ragno) - 110. Fire Body (Difficoltà) - 111. Fight Alone Battle (Lotta disperata e solitaria) - 112. Fight in the Water (Lotta nell'acqua) - 113. Field of Honor (Campo di battaglia) |                    |                   |

## Volumi 11-20
| 11 | 30 settembre 1988 | ISBN 4-09-181641-X | 19 aprile 2003    |
| 11 | Capitoli - 114. Frightful Boy (Scrap Boy) - 115. Flight in Triumph (Ritorno in patria) - 116. Fizz in the Ears (Fischio all'orecchio) - 117. Fruit Punch (Fortunato) - 118. Favourable Wind (Vento della fortuna) - 119. Futile Shadow (Piccola schiena) - 120. Fight Over (Dogfight) - 121. Fortune (Grande fortuna) - 122. For Next to Nothing (Pneumatico come trofeo) - 123. Fall Low (Declino) - 124. Fatal Mistake (Errore fatale) - 125. Floating Sand (Sabbie mobili)                       |                    |                   |
| 12 | 19 dicembre 1988 | ISBN 4-09-181642-8 | 19 maggio 2003    |
| 12 | Capitoli - 126. Fall Off (Stadio) - 127. Fool Proof (Sciocchi) - 128. Fluid Resolution (Decisione) - 129. Following One (Pranzo di addio) - 130. Foggy London (Fumo di Londra) - 131. Full Stop (Bassifondi) - 132. Funky Girl (Danzatrice) - 133. Floating Dock (Alla deriva) - 134. Fastening (Rimpianto) - 135. Fighter (Combattente) - 136. Full Power (Massima potenza) - 137. Fastidious Summer (Segni dell'estate)                                                                           |                    |                   |
| 13 | 30 marzo 1989 | ISBN 4-09-181643-6 | 19 giugno 2003    |
| 13 | Capitoli - 138. Fixer (Ombra) - 139. Fecund Wildemess (Terra devastata) - 140. Facetious Phoenix (Immortale) - 141. Farcical Crash (Urto violento) - 142. Fatal Meeting (Incontro fatale) - 143. Fifty-Third Divorce (53º divorzio) - 144. Flash Point (Via d'accesso) - 145. Feel Uneasy (Ombra del sole) - 146. Funeral March (Fiume senza ritorno) - 147. Find Out (Decisione) - 148. Flame (Fiamme) - 149. Fire Bitter (Rancore delle fiamme)                                                   |                    |                   |
| 14 | 30 giugno 1989 | ISBN 4-09-181644-4 | 19 luglio 2003    |
| 14 | Capitoli - 150. Fight a Battle (Codardo) - 151. Fresh Flesh (Rinascita) - 152. Fusiller (Fiera) - 153. Fortune (Ritrovarsi) - 154. Frigidity (Trasformazione) - 155. Fortunate Goddess (Dea della fortuna) - 156. Fallen Town (Quartiere di pace) - 157. Filtration (Strada del pus) - 158. Fiery Force (Formidabile vigore) - 159. Fortunate Goddess's Taste (Gusto della dea della fortuna) - 160. Fall Gay (Come una pietra che rotola) - 161. Flirtation (Secondo atto tra uomo e donna)        |                    |                   |
| 15 | 30 settembre 1989 | ISBN 4-09-181645-2 | 19 agosto 2003    |
| 15 | Capitoli - 162. Fusillade (Burrasca) - 163. Faultfinder (Sindrome di Popi) - 164. Faithful or Unfaithful (Tradimento) - 165. Fixed Idea (Equivoco) - 166. Follow Up (Pazienza) - 167. Fusion Bomb (Sull'orlo dell'esplosizione) - 168. Failure (Fallimento) - 169. From Sako (Lettera da Sako) - 170. Foolhardy (Sogno verde) - 171. Forfeiture (Borsa scomparsa) - 172. Flapper (Ragazza con bicicletta) - 173. Fleer (Donna in fuga)                                                              |                    |                   |
| 16 | 9 dicembre 1989 | ISBN 4-09-181646-0 | 19 settembre 2003 |
| 16 | Capitoli - 174. Forsaken Lady (Donna in lacrime) - 175. Fresh Start (Ancora una volta...) - 176. Float (Corso inarrestabile) - 177. Feeling Disturbed (Elementi preoccupanti) - 178. Fire Boy (Cavallo di fuoco) - 179. Firstest (Perfezione) - 180. Fleeting Moment (Tempo infinito) - 181. Fall into Nothing (Tradimento) - 182. Fugue (Sfortuna con le donne) - 183. Fantastic Dream (Stravaganza) - 184. Foggy System (Acque che cambiano colore) - 185. Foredoomed (Filo rosso)                |                    |                   |
| 17 | 28 aprile 1990 | ISBN 4-09-181647-9 | 19 ottobre 2003   |
| 17 | Capitoli - 186. Footstep (Andatura) - 187. Flat Spot (Ferita inguaribile) - 188. False to Lovers (Tradimento) - 189. Forgot (Dimenticando le canzoni...) - 190. Frenzy (Messaggio) - 191. Fallen (Vuoto) - 192. Foggy Inhabitant (Abitanti della nebbia) - 193. Fly (Mosca argentata) - 194. Field Work (Pellegrinaggio) - 195. Footmark (Pedinamento) - 196. Flicker (Raggi di luce) - 197. Full Watercourse (Corrente d'acqua)                                                                    |                    |                   |
| 18 | 30 giugno 1990 | ISBN 4-09-181648-7 | 19 novembre 2003  |
| 18 | Capitoli - 198. Fast Cure (Dieta) - 199. Frightful Legs (Riabilitazioni) - 200. Farthest Dream (Alla fine di un sogno) - 201. Fretful (Smania) - 202. Friable Wave (Mare agitato) - 203. Full Force (Avviamento) - 204. Futurology (Progetto) - 205. Floor (Clessidra) - 206. Far Afield (Traversa) - 207. Falling Man (Figlio di Dio) - 208. Fumace (Riunione di dirigenti) |                    |                   |
| 19 | 29 settembre 1990 | ISBN 4-09-181649-5 | 19 dicembre 2003  |
| 19 | Capitoli - 209. Formidable (Lotta disperata) - 210. Fizzy (Rotazione) - 211. Flagellant (Buio) - 212. Face to Face (Confronto) - 213. Foresee (Previsione) - 214. Freebooter (Boss) - 215. Freemasonry (Veleno) - 216. Fratricide (Distruzione) - 217. Fan Dance (Provocazione) - 218. Focus in Gunma (Bersaglio) - 219. Fulmination (Vento brillante) - 220. Final Revival (Giorno della resurrezione)                                                                                             |                    |                   |
| 20 | 30 novembre 1990 | ISBN 4-09-181650-9 | 19 gennaio 2004   |
| 20 | Capitoli - 221. Fry and Stepmother (Come un figlio senza una madre) - 222. Foster Mother (Abbraccio) - 223. Frail (Spalla) - 224. Frantic Cry (Canarino) - 225. Forerun (Ondulazione) - 226. Fraudulent Junko (Interferenza) - 227. Flying Messenger (Messaggero del cielo) - 228. Full Back Row (Ultima posizione) - 229. Fixed Destiny (Destino segnato) - 230. Fighting Chance (Nuova partenza) - 231. Forgiven Condition (Condizione permessa) - 232. Flight of Rainbow (Scale dell'arcobaleno) |                    |                   |

## Volumi 21-28
| 21 | 27 aprile 1991 | ISBN 4-09-182511-7 | 19 febbraio 2004  |
| 21 | Capitoli - 233. Father and Son (Padre e figlio) - 234. Falcons (Due falchi) - 235. Flow Backward (Riflusso) - 236. Frame Builder (Telaio fra amore e odio) - 237. Fractious Chaps (Due topi) - 238. Forlorn Hope (Scusami) - 239. Fractious Machine (Scombussolamento) - 240. Frontal Bullet (Mordi il proiettile!) - 241. Frailty, Thy Name is... (Dolore per essersi sporcati...) - 242. Forthright (Alba) - 243. Fever of Blood (Febbre di sangue) - 244. Freshman (Proiettile)  |                    |                   |
| 22 | 30 luglio 1991 | ISBN 4-09-182512-5 | 19 marzo 2004     |
| 22 | Capitoli - 245. Frantic Imitation (Valzer) - 246. Fatalism of Race (Son Goku) - 247. Furnace (Senza uscita) - 248. Fidgety Rest (Vacanza) - 249. Fabulous Theme (Le Mans nella gloria) - 250. Fosterer (Epoca d'oro) - 251. Forthcoming (Salita) - 252. Fog Signal (Presentimento nella nebbia) - 253. Fulminous Start (Rincorsa per il buio) - 254. Fussbudget (Pop! Pop!) - 255. Frothing Wish (Dopo andiamo a mangiare) - 256. Fistula (Nel cespuglio in un angolo del giardino) |                    |                   |
| 23 | 30 ottobre 1991 | ISBN 4-09-182513-3 | 20 aprile 2004    |
| 23 | Capitoli - 257. Frisson (3-1=1) - 258. Forgetmenot (Legame) - 259. Foolish Run (Corsa folle) - 260. Febrility (Samba tra amore e illusioni) - 261. Fade In (Messaggio) - 262. Freezing Wind (Destinazione del vento) - 263. Fulcrum (Insostituibilità) - 264. Floweret (Fiore di notte) - 265. Fumbling Road (Corrente fangosa) - 266. Furbish Up (Accelerazione) - 267. Further Sight (Paesaggio ad alta velocità) - 268. Fringe Area (Come una foto ricordo)                      |                    |                   |
| 24 | 17 dicembre 1991 | ISBN 4-09-182514-1 | 20 maggio 2004    |
| 24 | Capitoli - 269. Fugitive (Aspettando Godot) - 270. Frankenstein (Ancora) - 271. Fortifier (Donna piangente) - 272. Face with God (Uomo che incontra Dio) - 273. Former Scar (Black Mark) - 274. Fool's Paradise (Orizzonte irraggiungibile) - 275. Fling Out (Tigre) - 276. Fury (Scontro violento) - 277. Formication (Corvo) - 278. Flower Bud (Sulla metropolitana) - 279. Fumarole (Improvvisa esplosione) - 280. Follower (Inseguimento)                                       |                    |                   |
| 25 | 30 marzo 1992 | ISBN 4-09-182515-X | 22 giugno 2004    |
| 25 | Capitoli - 281. For Godward Way (Lunga strada verso Dio) - 282. Fulfilment (Promessa) - 283. First Rate (Purosangue) - 284. Facer (Lasciato indietro) - 285. Foothold (Sentiero tortuoso) - 286. Fusee (Attrito) - 287. Froward Colt (Cavallo indomabile) - 288. Fuck Me! (Abbracciami!) - 289. Flipping Land (Isola del pianto) - 290. Forest (Giungla) - 291. Far into Asia (Nei boschi!) - 292. Fire Into... (Inizio di un sogno)                                                |                    |                   |
| 26 | 30 giugno 1992 | ISBN 4-09-182516-8 | 22 luglio 2004    |
| 26 | Capitoli - 293. Fluing (Galleria) - 294. Fairycycle (Ritratto di madre con figlio) - 295. Fetch About (Valico) - 296. Fork (La via del drago) - 297. Foggy Run (Nella nebbia) - 298. Fireball (Torre del sole) - 299. Forcibleness (Battaglia sanguinosa) - 300. Fight Again (Nuova battaglia) - 301. Flouting Dark (Beffa nel buio) - 302. Falconry (Perfezionarsi a vicenda) - 303. Funnelling (Piacere dei 3,5 litri)                                                            |                    |                   |
| 27 | 30 ottobre 1992 | ISBN 4-09-182517-6 | 18 agosto 2004    |
| 27 | Capitoli - 304. Fuselage (Succo di frutta misto) - 305. Fulmination (Inferno) - 306. Flicker (Negativo) - 307. Fudge (Azzeccagarbugli) - 308. Flabbergast (Folle esecuzione) - 309. Fusibility (Cambiamento) - 310. Footless (Camminata) - 311. Force (Spingere!) - 312. Fascinate Men (Uomini) - 313. Far Sentiment (Al di là dell'amore e dell'odio) - 314. Follow One Way (Senso unico) - 315. Finest Town (Ultima città)                                                        |                    |                   |
| 28 | 30 novembre 1992 | ISBN 4-09-182518-4 | 16 settembre 2004 |
| 28 | Capitoli - 316. Flash Back (Lampo) - 317. Feedlot (Cielo e terra) - 318. Feverpitch (Colui che corre sull'arcobaleno) - 319. Fete Day (Chocolate Stick) - 320. Freedom Fighter (Scontri con Dio) - 321. Foregoer (Trasformazione) - 322. Far Sight (Ultima persona) - 323. Floating Shape (Ce n'è un altro!) - 324. Front Door (Nella galleria) - 325. Father (Padre) - 326. Formula (Limite) - 327. Finish (Inizio)                                                                |                    |                   |